# Xihuitltemoctzin
Xihuitltemoctzin (en náhuatl: «[el] venerable cometa/año/piedra verde que desciende»; xīhuitl- ‘cometa/año/piedra verde’, -temoc- ‘descender’ y -tzīn ‘[fórmula reverencial]’) o Xihuitltemoc («[el] cometa que desciende», en su forma común) fue un tlatoani del altépetl de Colhuacan de la dinastía chichimeca. El nombre de Xihuitltemoc, da nombre a otros nobles nahuas en diferentes temporalidades y altépetl.
La información recopilada por Domingo Chimlpahin directamente de los señores colhuas establece que gobernó de 1260 a 1269. Por su parte la Relación de la Genealogía y Origen de los Mexicanos que lleva una cronología desfasada menciona que es el undécimo señor de Colhuacan y el decimoquinto de los colhua. Según los Anales de Cuauhtitlan sube al poder en el año 11-Conejo (mahtlactli ihuan ce tochtli xihuitl) equivalente al año de 1282, gobierna hasta su fallecimiento en el año 3-Pedernal (eyi tecpatl xihuitl), que es el año de 1300; esta información en realidad está equivocada, ya que traslapa y hace incoherentes los sucesos históricos posteriores.